# Vridsted–Fly Pastorat
Vridsted–Fly Pastorat er et pastorat i Viborg Domprovsti (Viborg Stift), som består af følgende to sogne:
- Fly Sogn
- Vridsted Sogn

I pastoratet er der to kirker:
- Fly Kirke
- Vridsted Kirke

Pastoratet var tidligere en sognekommune. Den lå syd for Skive i Region Midtjylland. 
Vridsted–Fly ligger øst for Karup Ås nedre løb. Sognene har store strækninger med enge og kær langs åen. Hederne er delvist beplantede. Agerjorden er skarpsandet.
I 1971–2007 var pastoratet en del af Skive-Fjends Provsti i Viborg Stift. I 2007 blev Vridsted–Fly Pastorat flyttet til Viborg Domprovsti.
Iglsø Kirke i Fly Sogn blev opført i 1895. Den 1. oktober 2010 blev Iglsø Kirkedistrikt omdannet til Iglsø Sogn, i Vestfjends Pastorat.

## Sognekommunen
Vridsted–Fly Sognekommune i Fjends Herred i Viborg Amt blev dannet, da sogneforstanderskaberne blev oprettede i 1842.
Ved Kommunalreformen i 1970 blev Vridsted–Fly indlemmet i den nye Fjends Kommune i Viborg Amt. 
Forligspartierne bag Strukturreformen i 2007 krævede afstemninger i Mogenstrup i Vinderup Kommune og i Vestfjends i Fjends Kommune om en evt. tilslutning til Skive Kommune, men ingen af dem faldt ud til Skive Kommunes fordel. 
I Vestfjends øst for Karup Å stemte et flertal på knap 60% sig til Viborg Kommune i Region Midtjylland, mens et flertal i Mogenstrup vest for åen valgte Holstebro Kommune.

## Andet
Forfatteren Jeppe Aakjær (1866–1930) var født i kommunen. Han har navn efter bebyggelsen Åkær (dengang Aakjær) i Fly Sogn.